# Ailsa Craig
Pour les articles homonymes, voir Craig.
Ailsa Craig, en écossais Creag Ealasaid qui signifie en anglais Elizabeth's rock soit en français « Rocher d'Élizabeth », est une île du Royaume-Uni située dans le Firth of Clyde, un prolongement de la mer d'Irlande en Écosse. Mesurant 3,2 kilomètres de circonférence pour 338 mètres de hauteur (The Cairn), l'île est inhabitée et a longtemps servi de carrière mais aussi de repère visuel pour les marins. On y trouve le phare d'Ailsa Craig construit en 1886 par le Northern Lighthouse Board.

## Toponymie
Le nom de l'île est la forme anglicisée du gaélique Aillse Creag ou Creag Ealasaid qui signifie Elizabeth's rock, le « rocher d'Élisabeth ». Cependant, l'île est tellement visible et sert depuis si longtemps de repère dans le détroit entre l'Écosse et l'Irlande qu'il en est fait mention dans un grand nombre de textes celtes anciens sous des appellations variées : A' Chreag (« le rocher »), Creag Alasdair (« le rocher d'Alasdair »), Ealasaid a' Chuain (« Élisabeth de l'océan ») ou Alasan.
L'île est connue des autochtones sous le surnom de Paddy's Milestone, « la borne de Paddy », car elle indique approximativement le milieu de la traversée entre Belfast et Glasgow, itinéraire emprunté par des centaines d'ouvriers irlandais allant chercher du travail en Écosse.
L'île de Bass Rock dans le Firth of Forth est parfois surnommée « l'Ailsa Craig orientale », mais elle est beaucoup moins impressionnante qu'Ailsa Craig dans le Firth of Clyde.

## Géographie
Ailsa Craig est une île écossaise située dans le Firth of Clyde, un bras de mer de l'océan Atlantique situé dans le Sud-Ouest de l'Écosse. L'île est distante d'environ seize kilomètres à l'ouest de Girvan, dans le district du South Ayrshire et fait partie de l'ancienne paroisse de Dailly. C'est un ancien cône volcanique ovale, comme en témoignent les falaises formées d'orgues volcaniques, qui constituent la majorité des côtes de l'île. L'île est également un marilyn car culminant à 338 mètres d'altitude au sommet appelé The Cairn.
Un rocher situé au sud-ouest de l'île, à proximité de Stranny Point, est appelé Little Ailsa (en français Petite Ailsa).
Un phare, surplombé par un fort en ruine dont l'origine est incertaine, se trouve sur la côte Est, face à l'île de Grande-Bretagne, sur un cap, le Foreland Point.

## Histoire
Ailsa Craig fut un refuge pour les catholiques à l'époque de la réforme écossaise.
En 1831, le douzième comte de Cassillis reçut le titre de marquis d'Ailsa qui faisait partie de ses domaines.
Le pavement de la chapelle du Chardon dans la cathédrale Saint-Gilles d'Édimbourg est un bel exemple de ce granite.
Ailsa Craig est une île inhabitée depuis que le phare a été automatisé dans les années 1970 et les carrières sont fermées depuis longtemps. C'est un sanctuaire pour oiseaux comme de très nombreux fous de Bassan qui choisissent l'île comme lieu de nidification. À la suite d'efforts réalisés pour éradiquer la population exogène de rats grâce à des techniques innovantes, les macareux commencent à revenir sur Ailsa Craig depuis les îles voisines de Glunimore et Sheep.

## Curling
Depuis le milieu du XIXe siècle, des carrières de granite sont exploitées et fournissent une pierre rare ainsi que de la riébeckite (ou ailsite) qui sert à fabriquer des pierres pour jouer au curling. Les pierres sont composées de granit vert qui fait leur rondeur, sous lequel on rajoute du granit bleu qui glisse plus facilement sur la glace. 
L'entreprise Kays curling, créée en 1851 et qui exploite le site, est l'une des deux seules entreprises dans le monde à avoir fabriqué des pierres destinées à la pratique du curling ; la seconde était basée au Canada. Une pierre de moindre qualité est extraite de la carrière de Trefor (en) au Pays de Galles. Kays curling fournit tous les organisateurs des Jeux olympiques d'hiver depuis la première édition à Chamonix en 1924.   